# Great Bardfield
Great Bardfield är en by och en civil parish i Braintree i Essex i England. Orten har 1 238 invånare (2001). Den har en kyrka.